# Laccophilus pallescens
Laccophilus pallescens är en skalbaggsart som beskrevs av Régimbart 1903. Laccophilus pallescens ingår i släktet Laccophilus och familjen dykare. Inga underarter finns listade i Catalogue of Life.